# مالكوم ولز
مالكوم ولز (بالإنجليزية: Malcolm Wells)‏ هو مهندس معماري أمريكي، ولد في 11 مارس 1926، وتوفي في 27 نوفمبر 2009.